# 1946年中国
| 中国历史 / 中国历史年表 |
| 世紀： 19世纪中国 / 20世纪中国 / 21世纪中国                                                                                   |
| 年代： 1910年代中国 / 1920年代中国 / 1930年代中国 / 1940年代中国 / 1950年代中国大陆 / 1960年代中国大陆 / 1970年代中国大陆     |
| 年份： 1942年中国 / 1943年中国 / 1944年中国 / 1945年中国 / 1946年中国 / 1947年中国 / 1948年中国 / 1949年中国 / 1950年中国大陆 |
| 纪年： 丙戌年（狗年）、中华民国35年                                                                                           |

## 大事記

### 1月
- 1月1日——國民政府令：傅作義、徐堪給一等景星勳章；董其武、何文鼎、楚溪春、馬占山各給予青天白日勳章；李漢魂、宋希濂、陶希聖、陳行、葉恭綽等黨、政、軍、文化、學術界967人給予勝利勳章[1]:7943。
- 1月3日——國軍占領熱河重鎮阜新[1]:7946。
- 1月4日——蔣介石任命白崇禧代理陸軍總司令職務；中共中央軍事委員會決定將東北人民自治軍改稱東北民主聯軍，任命林彪為司令員，彭真為政治委員[1]:7946-7947。
- 1月5日——中國承認外蒙古獨立[1]:7947。
- 1月7日——津浦鐵路徐濟段之戰結束，國軍被中共軍隊殲滅2.8萬人餘人，第六路軍赫鵬舉部萬餘人投向中共[1]:7950。
- 1月10日——国民政府代表張群与中国共产党代表周恩來簽署《關於停止國內軍事衝突、恢復交通的命令和聲明》，與1月5日达成之《關於停止國內軍事衝突的協議》同時公布，停戰命令規定於1月13日24時起全國一律停戰；張群、周恩來簽訂建立軍事調處執行部協議，規定：軍調部設北平，設委員會三人，國民政府代表鄭介民，中共代表葉劍英，美國駐華代辦羅伯遜充任主席，各有表決、互讓權，事宜須經三人一致通過，三人不能協議之問題，應提交軍事三人小組決定之[1]:7951-7952。政治協商會議在重慶國民政府禮開幕，出席代表36人[2]:153。第一次停战令仅限关內、不含关外，东北不在停战之列[3]。与此同时，关外方面，东北民主联军继续攻克營口、鞍山、四平街一帶，並佔領哈爾濱[4]。八路军由山西率四萬餘衆，分路經熱河進入東北，另有五千人攻克盤山[5]。
- 1月11日——國民政府令：何應欽、程潛、白崇禧、徐永昌、陳誠、張治中、李濟深、何鍵、張群、馮玉祥、宋子文、宋美齡、戴笠、康澤、蔣經國等黨、政、軍要員82人各給予忠勤勳章[1]:7953。國民政府提議設立一軍事三人小組，以計劃中國軍隊之改編事宜，經中共同意，國民政府代表為張治中，中共代表為周恩來，而以馬歇爾為顧問[2]:152。
- 1月13日——軍事調處執行部三委員鄭介民、葉劍英、羅伯遜由重慶飛抵平，軍事調處執行部宣告成立[1]:7954。三方協議自1月13日午夜起各地停止一切戰鬥[2]:152。
- 1月14日——東北外交特派員蔣經國訪問蘇聯後，今返抵重慶；下午，國軍第五十二軍開抵瀋陽接防[1]:7955。
- 1月15日——國軍進駐沈瀋陽[2]:150。
- 1月16日——发生国府撫順煤礦接收委員張莘夫被害事件[6]。关内方面，八路军在熱河進佔赤举，在晉綏進佔侯馬與集寧[7]。國民政府軍事委員會认为：自1月13日至4月3日，八路军、新四军發動大規模攻擊287次，佔13縣，陷車站30座，包圍29城[5]。
- 1月18日——蔣經國偕大連市長沈飛抵長春接收東北重工業，兩批空運國軍數百人抵長春[1]:7959。
- 1月20日——國民政府令免李漢魂廣東省保安司令職，任羅卓英兼任； 免韓德勤江蘇省保安司令兼職，任王懋功兼任[1]:7960-7961。

### 2月
- 中國各界爆發維護國權運動，反對東北特殊化，要求蘇軍依約撤離東北，國際間均不值蘇聯之行為[2]:150。
- 2月1日——蔣介石與周恩來會談，蔣介石表示政府僅派張治中一人出席軍事三人小組，張群不再參加；周恩來轉達毛澤東關於軍黨分立、國共長期合作之意見，並謂毛澤東將參加聯合政府[1]:7970。
- 2月15日——國民政府令：湯恩伯陸軍中將特加陸軍上將銜[1]:7986。
- 2月19日——蔣介石在新生活運動十二週年紀念會上稱要全國同胞「務必明禮義，知廉恥，負責任，守紀律，振衰起敝，貫徹始終。」[1]:7990
- 2月21日——國民政府授予魏德邁青天白日勳章[1]:7991。
- 2月23日——國民政府令：軍事委員會辦公廳主任賀國光另有任用，應免本職，特任為軍事委員會委員長西昌行營主任；特任朱紹良為軍事委員會副參謀總長兼軍事委員會辦公廳主任[1]:7993。
- 2月24日——蔣介石巡視南京、上海、杭州等地完畢，是日返抵重慶[1]:7993。
- 2月25日——《關於軍隊整編及統編中共部隊為國軍之基本方案》簽定[2]:152。
- 2月26日——蘇軍發表撤軍聲明[2]:150。

### 3月
- 3月1日——國民政府特派張厲生為國民大會代表選舉總事務所主任，邵力子為國民大會籌備委員會主任委員[1]:7997。
- 3月6日——民国政府照会苏联，撤军期限已过，苏军尚未完全撤退，要求苏联政府饬令“即行撤退”[8]。
- 3月12日——东北局电告中共中央，苏军通知将于13日撤离沈阳，希望东北民主联军“迅速攻入沈阳”，而且“凡红军撤退处都可打”[8]。3月中旬，东北局再表示，凡苏军撤离之地，包括沈阳和四平，“我可以放手大打，并希望我放手大打”[8]。
- 3月13日——蘇軍撤離瀋陽[2]:150。国军进占沈阳，随后向南进攻本溪，向北增援四平[8]。
- 3月14日——蘇軍撤離四平街[2]:150。
- 3月17日——東北民主聯軍攻陷四平街[2]:150。
- 3月27日——国民政府代表张治中、中国共产党代表周恩来和美国代表吉伦於重慶怡园正式签订关于派遣執行小組前往東北調處停止衝突協定[1]:8019。
- 3月28日——國民政府特派張治中為軍事委員會委員長西北行營主任[1]:8019。

### 4月
- 4月1日——山東棗莊解圍，國共雙方協議自即日起，雙方部隊同時撤退，以棗莊為中心，5公里半徑之周圍為非武裝地區，不得駐紮任何部隊[1]:8024。
- 4月5日——長春蘇軍大量撤退[1]:8028。東北民主聯軍在蘇軍撤退後一個半小時，對原本由中蘇共管的長春發動攻勢，並在4月8日佔領長春[9]:202-203，國民政府認為此舉違反《一月停戰令》[10]。
- 4月6日——國民政府特派郭懺為軍事委員會委員長武漢行營副主任[1]:8028。
- 4月9日——蔣介石偕蔣經國飛抵貴州視察[1]:8030。
- 4月10日——蘇軍撤離長春[2]:150。
- 4月18日——東北民主聯軍攻陷長春[1]:8036，國軍傷亡4千餘人[2]:150。馬歇爾再度訪華[2]:154。
- 4月22日——蘇軍撤離齊齊哈爾[1]:8039。
- 4月23日——國民政府令：軍事委員會委員長重慶行營予以恢復設置，原設成都行轅撤銷，所有業務歸併重慶行營辦理，特派何應欽為行營主任，未到任前由張群兼任[1]:8039。
- 4月25日——正午，哈爾濱市蘇軍全部撤離[1]:8040。
- 4月26日——東北民主聯軍攻陷齊齊哈爾[1]:8041。
- 4月27日——蔣介石月25日飛抵成都，4月28日上午飛重慶[1]:8041-8042。
- 4月28日——東北民主聯軍和平進入哈爾濱[1]:8042。
- 4月30日——蔣介石離開重慶飛抵西安[1]:8043。國民政府頒佈還都令[2]:147。

### 5月
- 5月1日——國軍新六軍廖耀湘部攻本溪，5月3日攻占本溪；中國戰區美軍總司令部宣布撤銷，另組駐華美軍總司令部，吉倫、麥克魯任正副司令；軍事委員會委員長重慶行營正式成立，張群兼代行營主任[1]:8044-8045。东宁五一暴乱，在东北东宁县，反对中共政权暴乱，在国民政府和中共政权争夺东北控制背景下，产生的一系列暴乱。
- 5月2日——蔣介石偕宋美齡由西安飛漢口[1]:8045。
- 5月3日——蔣介石由漢口飛抵南京[1]:8046。國軍克服本溪[2]:154。
- 5月4日——蔣飛抵首都[2]:147。绥芬河五四暴乱，在东北绥芬河，东北反对中共政权的暴乱之一。
- 5月5日——國民政府正式在南京恢復辦公[2]:147。蔣介石率黨、政、軍要在南京中山陵舉行還都大典，與會者萬餘人[1]:8047。
- 5月8日——绥阳五八暴乱，在东北绥阳县，东北反对中共政权暴乱之一。
- 5月9日——何應欽在南京陸軍總司令部答記者稱，軍事委員所屬軍令部、軍政部、軍訓後勤部、政治部及參謀本部於5月15日結束，陸軍總司令部月末結束，成立國防部，直隸行政院，最高統帥權屬於國家元首[1]:8049-8050。
- 5月13日——東北保安司令長官杜聿明下達進攻四平街之命令，5月14日廖耀湘新六軍、彭鍔第八十八師等10個師成左、中、右三個兵團，輪向四平街實施進攻[1]:8052。
- 5月14日——國民政府令免錢大鈞上海市市長本職，任命吳國楨為上海市市長[1]:8052。
- 5月15日——东安保卫战、鸡宁保卫战、牡丹江保卫战，东北反对中共政权暴乱之一。
- 5月18日——夜，東北民主聯軍全部從四平街撤退，部分主力撤至松花江北岸[1]:8055。国军因战线过长，止步于松花江[8]。
- 5月19日——孫立人之新一軍進占四平街，陳林達之第一九五師攻占四平街東側哈福屯，歷時33天之四平街攻防戰至此結束[1]:8055。國軍克復四平街，東北民主聯軍傷亡過半[2]:154。
- 5月22日——東北民主聯軍完撤出長春[1]:8057。
- 5月23日——蔣介石偕宋美齡、白崇禧、張嘉璈由南京飛抵瀋陽[1]:8058。國軍克復長春[2]:154。
- 5月25日——政治和談會議在南京重開，政府代表王世杰、邵力子、張厲生、雷震同中共代表周恩來、董必武、陸定一就停止衝突、恢復交通、宣傳休戰諸問題進行商談[1]:8059。
- 5月27日——國民政府令桂永清為中華民國駐德軍事代表團團長[1]:8061。
- 5月28日——國民政府特派湯恩伯為首都衛戍司令[1]:8062。國軍克復吉林[2]:154。
- 5月31日——國民政府特任白崇禧為國防部部長，陳誠為參謀總長、兼任海軍總司令，顧祝同為陸軍總司令、免徐州綏靖公署立任本職，周至柔為空軍總司令，黃鎮球為聯合後方勤務總司令，薛岳為徐州綏靖公署主任[1]:8064。

### 6月
- 中国共产党方面开始启用“人民解放军”称谓[11]。
- 6月1日——國防部正式成立[1]:8065。
- 6月5日——國軍直薄哈爾濱[2]:154。
- 6月6日——「伊寧事件」最後協議在迪化簽字，張治中下令釋放全新疆之政治犯[1]:8070。
- 6月7日——下午3时，东北民主联军分兵四路向国军进攻，一向法拉，一向陶赖昭，一向五棵树，一向乌拉；国军为遵守停战令未作抵抗，并退守松花江以西[12]。
- 6月9日——及6月19日，八路军在河南堰城、修武两地，杀害了军调小组的雷奋强少校和郭子祺少校[12]。八路军又在熱河攻克承德，在山東攻克棗莊、德州、泰安、高密，在江蘇攻克泰興及口岸鎮，在晉绥攻克聞喜、朔縣、新澤、榆次、介休等地[7]。
- 6月23日——毛澤東為中共中央起草致中原局電：「同意立即突圍，愈快愈好，不要有任何顧慮，生存第一，勝利第一。」[1]:8086
- 6月29日——國民政府特任湯恩伯、范漢杰為陸軍副總司令，任命毛邦初、王叔銘為空軍副總司令，任命黃維、陳良、何世禮為聯合勤務總司令部副總司令[1]:8093。
- 6月30日——國軍整編第七十二師新十三旅第三十七團進占中原解放區首府宣化店鎮[1]:8094。

### 7月
- 国共就苏北政权的谈判陷入僵局，此时国军为保卫南京侧翼安全，向苏中和苏北的新四军驻地发动进攻[13]:2。
- 7月5日——國立北京大學校長胡適由美國返回中國抵達上海[1]:8099。
- 7月10日——美國總統杜魯門任命燕京大學校長司徒雷登為美國駐華大使[1]:8101。
- 7月14日——蔣介石偕宋美齡由南京飛往廬山牯嶺避暑[1]:8104。
- 7月15日——美國駐華大使司徒雷登由北平飛往南京[1]:8105。
- 7月17日——國防最高委員會決議：各地軍事委員會委員長行營改稱國民政府主席行轅，其組織及職權仍照舊[1]:8107。
- 7月19日——美國駐華大使司徒雷登在廬山牯嶺蔣介石行館向蔣呈遞國書，7月20日司徒雷登返回南京[1]:8108。
- 7月26日——東京遠東國際軍事法庭審訊南京大屠殺慘案，中國政府派許傳音在法庭作證，許陳述目睹日軍在南京殺人、放火、強姦暴行[1]:8112。
- 7月29日——解放軍襲自天津至北平換防之美軍於平津公路之安平鎮，美軍傷亡甚眾[2]:154。

### 8月
- 美國總統杜魯門正式命令禁止中國購買美國剩餘軍火，國軍之補給遂感困難[2]:154。
- 8月7日——中國國民黨中常會決議：中央政治學校與中央幹部學校合併，定名為國立政治大學，隸屬教育部[1]:8119。

### 9月
- 9月1日——軍事委員會委員長北平行營自是日起改稱國民政府主席北平行轅，內部組織與人事除增加一高查處，處長由中央直接委派外，均無變動，9月3日重慶、武漢均改稱行轅，一切內部組織均照舊[1]:8138。
- 9月14日——國軍克復集寧，解大同之圍[2]:154。
- 9月17日——國軍克復淮安[2]:154。
- 9月30日——台灣致敬團代表丘念台等10餘人謁見蔣，敬獻「國族干城」錦旗一面，另獻金5,000萬元慰勞陣亡將士之家族[1]:8164。

### 10月
- 10月2日——國民政府任命梁華盛為吉林省政府主席，原省政府主席鄭道儒免本兼各職[1]:8166。
- 10月11日——國軍克復張家口[2]:154。
- 10月21日——蔣介石偕宋美齡由南京飛抵台灣，國民政府總務局長陳希曾、軍務局長俞濟時、秘書沈昌煥隨行，行前向馬歇爾保證，如果南京談判需要他，只要馬通知發出4小時後，任何時候他都可以回南京[1]:8187。

### 11月
- 11月1日——蔣介石就任國防部預備幹部管訓班青年轉導處處長，原兼處長陳因公務繁忙辭去兼職[1]:8198。國軍登陸煙台[2]:154。
- 11月4日——國民政府代表外交部長王世杰、外交部條約司司長王化成與美國政府代表駐華大使司徒雷登、美國簽約全權代表駐天津總領事施麥斯在南京簽訂《中美友好通商航海条约》，凡30條[1]:8200。
- 11月25日——國民大會舉行第一次大會，出席1,248人，蔣介石任主席[1]:8217。
- 11月30日——上海市警察局黃浦分局為整飭市容，拘押攤販300餘人，是日被押者之家屬老幼300餘人前往遞送寒衣，遭警局拒絕，群情激憤，與警方衝突[1]:8222。

### 12月
- 12月12日——李宗仁由南京乘專機離開南京返回北平，李稱因胃病未愈，暫請假休養，又謂共產黨問題不甚簡單，「時局前途難推斷」[1]:8233。
- 12月13日——國軍克復鹽城[2]:154。
- 12月18日——國民政府特任張繼為國史館館長[1]:8238。